# Jens Ferdinand Willumsen

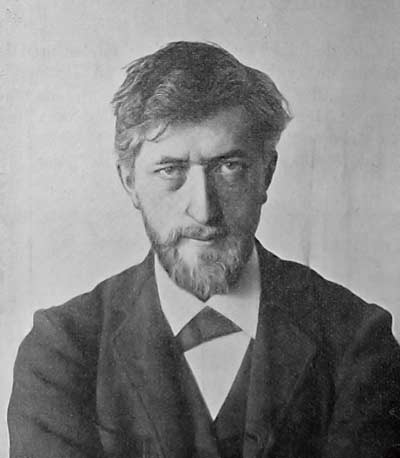
Jens Ferdinand Willumsen, 1900

Jens Ferdinand Willumsen (* 7. September 1863 in Kopenhagen; † 4. April 1958 in Cannes) war ein dänischer Maler und Bildhauer des Symbolismus.

## Leben

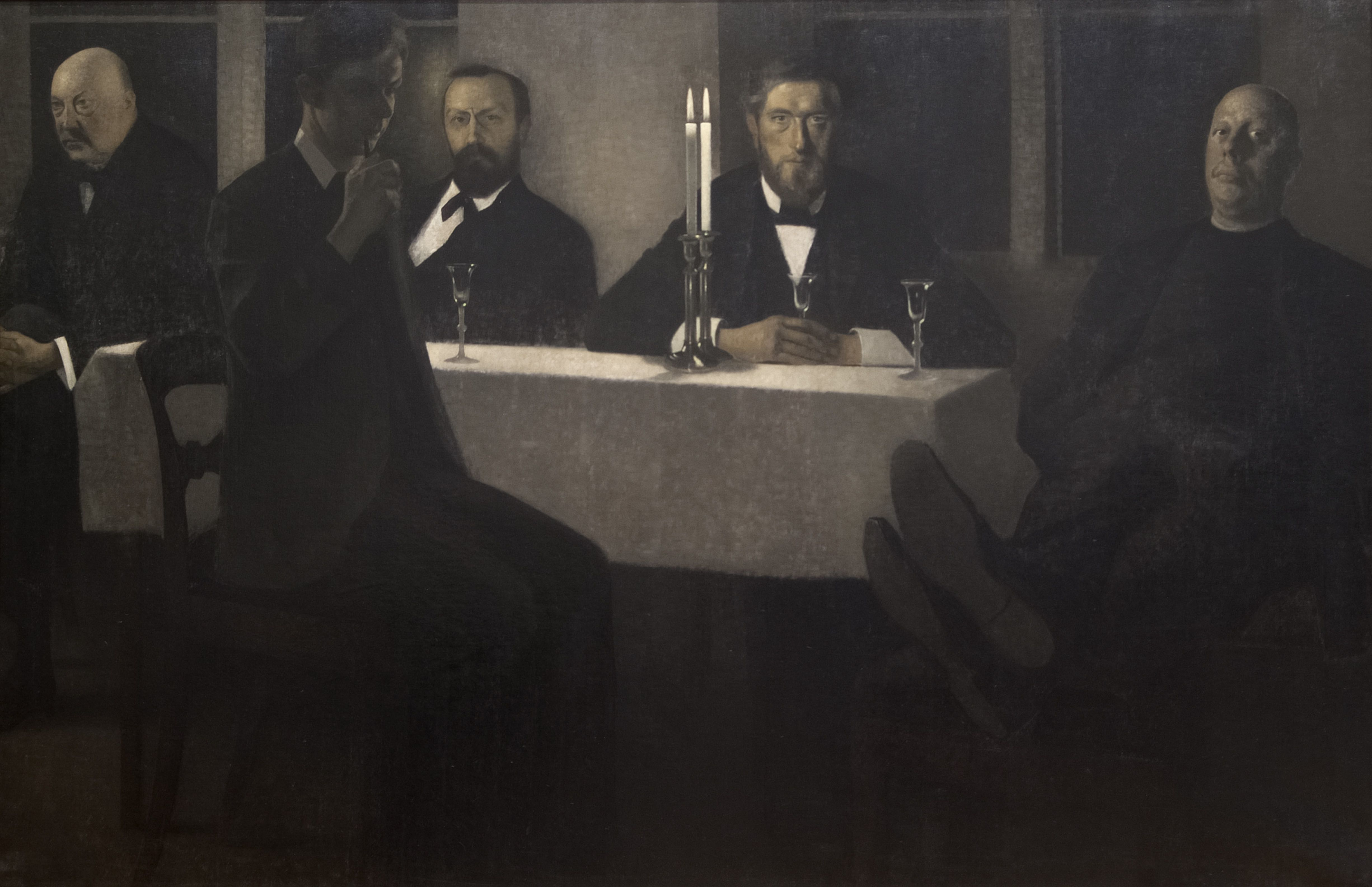
Vilhelm Hammershøi: Fünf Porträts, 1901, Öl auf Leinwand, 190 × 340 cm, Thielska galleriet, Stockholm. Jens Ferdinand Willumsen ist der Bärtige rechts.

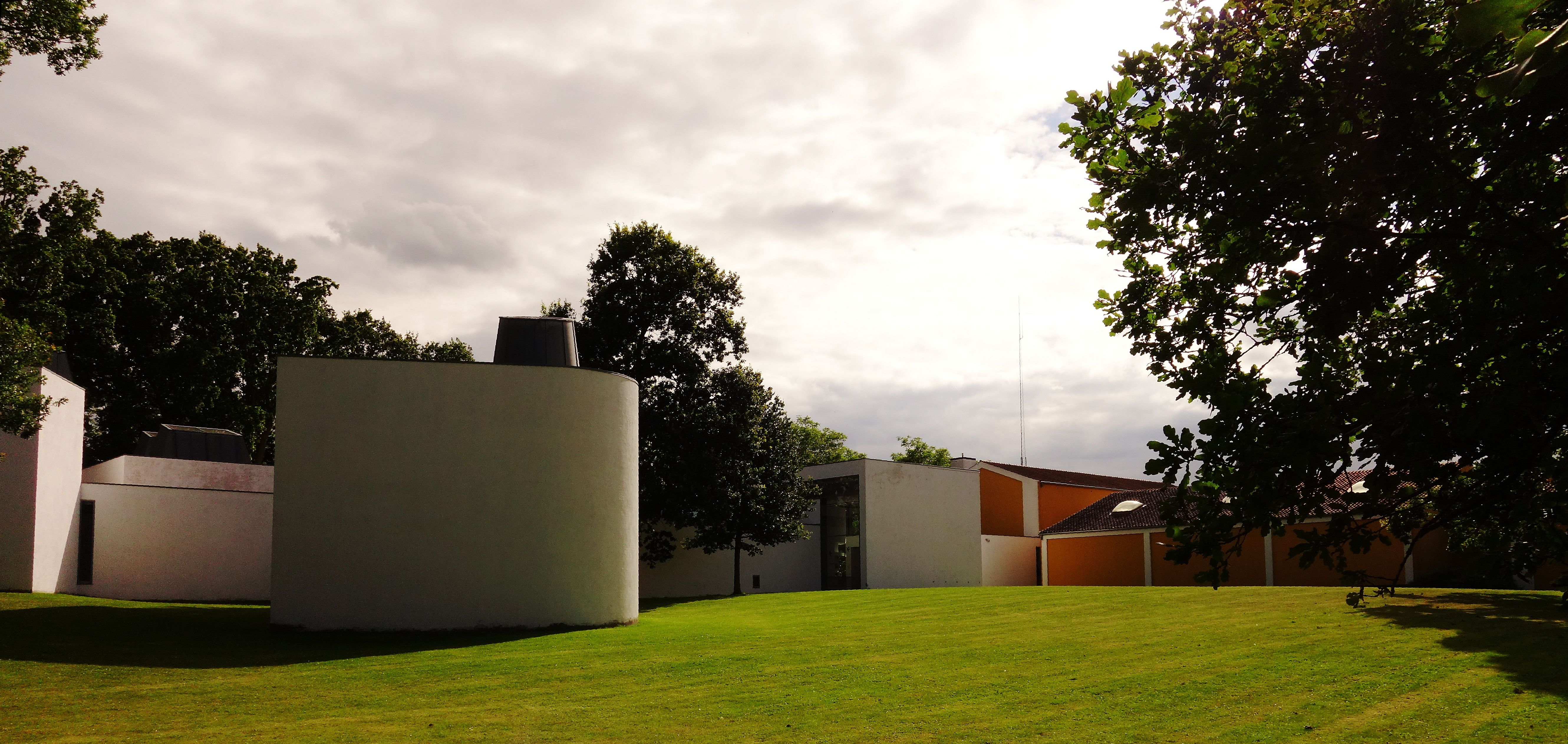
Willumsens Museum in Frederikssund

Jens Ferdinand Willumsen studierte 1881 bis 1885 an der Königlich Dänischen Kunstakademie in Kopenhagen. Der akademische Betrieb gefiel ihm gar nicht, hatte er doch ein rebellisches Temperament. Zwar waren unter der Leitung von Christoffer Wilhelm Eckersberg die rigidesten Bestimmungen gefallen, doch ging es an der Schule noch immer sehr akademisch zu. 1885 trat er in das private Atelier von Peder Severin Krøyer ein, wo seine Individualität mehr Freiheit bekam.
1888 sah er in Kopenhagen eine Ausstellung zeitgenössischer französischer Malerei. Sie beeindruckte ihn zutiefst und er entschied sich für eine Reise. Bei seinem Aufenthalt in Frankreich zwischen 1888 und 1890 kam er in Pont-Aven in der Bretagne mit Paul Gauguin in Kontakt, mit dem er sich anfreundete, und wandte sich dem Symbolismus zu. Er begann sich in dieser Zeit auch mit Bildhauerei und Keramik zu befassen. Zu den Weggefährten dieser Jahre zählten auch Paul Sérusier, Odilon Redon und die Maler der Gruppe Nabis.
Willumsen machte Bilderrahmen, die individuell auf seine Bilder abgestimmt waren. Das Gemälde Jötunheim (1892/1893) zeigte er 1893 in Paris. Zwei Jahre später, für die Ausstellung in Kopenhagen, umgab er es mit einem symbolistischen Rahmen aus sagenhaften menschlichen Figuren – eine philosophische Synthese – in Zink- und Kupferguss, die er bunt emaillierte. Das von der altnordischen Literatur verklärte Jotunheimen so abstrahiert zu sehen, überforderte jedoch die dänische Kritik. Sie fand es kraftvoll, obskur und grotesk.
1900 gewann Willumsen einen Plakatwettbewerb der Kopenhagener Brauerei Tuborg. Allerdings griff deren Geschäftsführer anstelle des prämierten Entwurfs ein Motiv von Erik Henningsen auf, welches später als «Der durstige Mann» Weltruhm erlangte. Die Kunstkritik lobte seine Arbeiten nur selten, doch fand er in Frankreich mit Maurice Denis einen wichtigen Unterstützer. Auch dass ihn Vilhelm Hammershøi in Fünf Porträts (1901) mitten in den Kreis der Symbolisten platziert, bezeugt seinen Stellenwert. Seit 1957 zeigt das J. F. Willumsens Museum in Frederikssund die Werke des Künstlers. Jens Ferdinand Willumsen starb im Jahr darauf mit 94 Jahren und wurde im Park des nach ihm benannten Museums beigesetzt.

## Bibliographie
- Du Symbolisme à l’Expressionisme: Willumsen (1863–1958) un artiste danois. Éditions de la Réunion des musées nationaux, 2006, ISBN 2-7118-5118-4.